# Tino Navarro
Constantino Alberto Fernandes Navarro (* 28. Februar 1954 in Vila Flor) ist ein portugiesischer Filmproduzent und Schauspieler.

## Leben
Anfang der 1980er Jahre begann Navarro, Musikkonzerte zu veranstalten. 1984 war er erstmals Produktionsassistent beim Film, für António da Cunha Telles´ Vidas (dt.: Leben). 1987 wurde er Produktionschef für die Fernsehserie Iratan e Iracema - Os Meninos Mais Malcriados do Mundo (dt.: Iratan und Iracema – Die Ungezogensten Kinder der Welt) des Regisseurs Paulo-Guilherme d´Eça Leal.
Danach gründete Navarro die Produktionsfirma MGN Filmes und wurde ab 1988 hauptberuflich Filmproduzent. Seither spielte er auch gelegentlich in Nebenrollen in von ihm produzierten Filmen. Er trat auch mehrmals als Drehbuchautor in Erscheinung und produzierte gelegentlich auch spanische Filme.
Seit Mitte der 1990er Jahre engagierte sich der private Fernsehsender SIC auch in der Kinofilmproduktion, und dies vor allem in Zusammenarbeit mit Tino Navarro. Der Sender ist eng mit dem Filmverleih Lusomundo verflochten, so dass Produktionen in Kinosälen im ganzen Land gezeigt werden. In der Folge wurden eine Reihe von Navarro-Produktionen Kinoerfolge, von denen einige zu den bis heute meistgesehenen portugiesischen Filmen seit Beginn der öffentlich geführten Box-Office-Statistik (2004) gehören.
Sind es auch keine Werke des Autorenfilms, so sind die Filme meist trotzdem von erzählerischer Qualität, trotz ihrer kommerziellen Ausrichtung. Einige Werke wurden von der SIC später auch im Fernsehen gezeigt. So wurde der Kinofilm Adão e Eva, eine fernsehkritische Komödie mit Maria de Medeiros und Joaquim de Almeida, in einer längeren Version als Dreiteiler gesendet. Die bereits zuvor erfolgreich begonnene Zusammenarbeit mit dem Regisseur und Schauspieler Joaquim Leitão setzte Navarro auch bei der SIC fort. Ein gutes Beispiel dafür wurde Tentação (dt.: Versuchung), ein Film über einen Pfarrer und eine drogensüchtige Mutter in einem konservativen Dorf in Nordportugal. Mit Musik der populären Rockband Xutos & Pontapés, und mit den Schauspielern Joaquim de Almeida, Cristina Câmara, Diogo Infante und Ana Bustorff, wurde der Film sowohl an den Kinokassen als auch als DVD und als Fernsehsendung ein Erfolg, und von der Kritik gleichermaßen gelobt.
Tino Navarro lebt seit 1997 mit der 14 Jahre jüngeren portugiesischen Schauspielerin Cristina Câmara zusammen, die in Navarros Erfolgsproduktion Tentação 1997 die weibliche Hauptrolle spielte.

## Filmografie

### Produzent
- 1988: A Mulher do Próximo; R: José Fonseca e Costa
- 1991: Os Cornos de Cronos; R: José Fonseca e Costa
- 1991: Tödlicher Winter (El invierno en Lisboa); R: José A. Zorrilla
- 1992: Retratos de Família; R: Luís Galvão Teles
- 1992: Amor e dedinhos de Pé; R: Luís Filipe Rocha
- 1993: A Força do Atrito; R: Pedro M. Ruivo
- 1993: Amok; R: Joël Farges
- 1994: Ein ganz normales Leben (Uma Vida Normal); R: Joaquim Leitão
- 1995: Feuerzeichen (Sinais de Fogo); R: Luís Filipe Rocha
- 1995: Adão e Eva; R: Joaquim Leitão
- 1996: Amores que matan; R: Juan Manuel Chumilla-Carbajosa
- 1996: Adeus, Pai; R: Luís Filipe Rocha
- 1997: Todo está oscuro; R: Ana Díez (Co-Produzent)
- 1997: Tentação; R: Joaquim Leitão
- 1998: Zona J; R: Leonel Vieira
- 1999: On the Run; R: Bruno de Almeida
- 1999: Inferno; R: Joaquim Leitão
- 2001: Camarate; R: Luís Filipe Rocha
- 2001: O Xangô de Baker Street; R: Miguel Faria Jr.
- 2002: A Bomba; R: Leonel Vieira
- 2004: Portugal S.A.; R: Ruy Guerra
- 2005:  „Até Amanhã, Camaradas“ (TV-Mehrteiler); R: Joaquim Leitão
- 2005: Um Tiro no Escuro; R: Leonel Vieira
- 2006: 20,13; R: Joaquim Leitão
- 2007: Call Girl; R: António-Pedro Vasconcelos
- 2009: A Esperança Está Onde Menos Se Espera; R: Joaquim Leitão
- 2010: A Bela e o Paparazzo; R: António-Pedro Vasconcelos
- 2013: Quarta Divisão; R: Joaquim Leitão
- 2013: Real Playing Game; R: Tino Navarro (ursprünglicher Regisseur David Rebordão entlassen)
- 2014: Sei Lá; R: Joaquim Leitão
- 2014: Os Gatos Não Têm Vertigens; R: António-Pedro Vasconcelos
- 2015: Amor Impossível; R: António-Pedro Vasconcelos
- 2016: 100 metros; R: Marcel Barrena
- 2017: Índice Médio de Felicidade; R: Joaquim Leitão
- 2018: Parque Mayer; R: António-Pedro Vasconcelos
- 2019: Olga Drummond; R: Diogo Infante
- 2022: Revolta; R: Tiago Santos

### Darsteller
- 1984: Vidas; R: António da Cunha Telles
- 1994: Ein ganz normales Leben (Uma Vida Normal); R: Joaquim Leitão
- 1997: Tentação; R: Joaquim Leitão
- 1998: Zona J; R: Leonel Vieira
- 1999: On the Run; R: Bruno de Almeida
- 1999: Inferno; R: Joaquim Leitão
- 2005: Até Amanhã, Camaradas (TV-Mehrteiler); R: Joaquim Leitão
- 2006: 20,13; R: Joaquim Leitão
- 2009: A Esperança Está Onde Menos Se Espera; R: Joaquim Leitão
- 2010: A Bela e o Paparazzo; R: António-Pedro Vasconcelos
- 2013: Quarta Divisão; R: Joaquim Leitão
- 2013: 20,13; R: Joaquim Leitão
- 2013: Real Playing Game (auch Regie, ursprünglicher Regisseur David Rebordão entlassen)
- 2014: Sei Lá; R: Joaquim Leitão
- 2014: Os Gatos Não Têm Vertigens; R: António-Pedro Vasconcelos
- 2017: Índice Médio de Felicidade; R: Joaquim Leitão
- 2018: Parque Mayer; R: António-Pedro Vasconcelos

### Drehbuch
- 1997: Tentação (Regie: Joaquim Leitão)
- 1999: Inferno (Regie: Joaquim Leitão)
- 2006: 20,13 (Regie: Joaquim Leitão)
- 2009: A Esperança Está Onde Menos Se Espera (Regie: Joaquim Leitão)
- 2013: Quarta Divisão; R: Joaquim Leitão
- 2013: Real Playing Game; auch Regie (Regisseur David Rebordão entlassen)